# Held van de Duitse Democratische Republiek
De eretitel Held van de Duitse Democratische Republiek (Duits: Held der DDR) werd op 28 oktober 1975 door de Ministerraad van de DDR ingesteld als hoogste eretitel van de Duitse Democratische Republiek. De DDR volgde daarin als zo vaak het voorbeeld van de Sovjet-Unie die al in 1935 de "Held van de Sovjet-Unie" en later de "Held van de Socialistische Arbeid" had ingesteld. Net als in Rusland droegen ook de helden in de DDR en de andere communistische staten kleine gouden sterren aan korte, rode linten op de linkerborst. Op 28 november 1975 werd generaal Heinz Hoffmann op zijn 65e de eerste "Held van de DDR". Op 13 december 1976 werd het Russisch staatshoofd Leonid Brezjnev tot Held van de DDR uitgeroepen.
De eretitel werd verleend aan personen die door buitengewone prestaties en bijdragen aan de opbouw van de Duitse Democratische Republiek waren opgevallen. In de socialistische landen werd met "heldendom" niet alleen moed maar ook "heroïsche inzet" bedoeld. Men kon dus een held-arbeider, een heldin-moeder en zelfs een held-kunstenaar zijn. Ook het verrichten van heldendaden voor de DDR, het bevorderen van de internationale erkenning en gezag van de DDR en het bieden van militaire bescherming aan de DDR. Voor de toekenning waren grote persoonlijke opofferingen, moed en durf vereist. Ook heldendaden in engere zin konden dus met deze onderscheiding worden beloond.
Het instellingsbesluit noemde:
- Soldaten en verzetsstrijders in het illegale en militaire verzet tegen het fascisme
- Soldaten in de Nationale Volksarmee, het Oost-Duitse leger, en andere bewapende instellingen van de DDR
- Burgers van de DDR in samenwerking met gewapende instellingen van de DDR
- Burgers van vreemde staten in individuele gevallen

Men ontving een oorkonde, de kleine gouden ster, een geldprijs van 20.000 Mark en de Karl Marx-orde van de DDR. Ook hierin volgde men het voorbeeld van de Sovjet-Unie waar een Held van de Sovjet-Unie automatisch ook de Leninorde ontving. Beide onderscheidingen moesten na de dood van de gedecoreerden worden teruggegeven aan de Oost-Duitse staat. Oorspronkelijk zouden ieder jaar tien Helden van de DDR worden benoemd. Daarvan kwam niets. Net als in Rusland was het daarentegen wél gebruikelijk om iemand twee- of driemaal Held van de DDR te maken.
De ster was kostbaarder dan het Russische voorbeeld. Op de kleine gouden ster waren vijf briljanten aangebracht. De ster was aan het lint bevestigd met een beugel waarop drie briljanten waren bevestigd.

## Helden van de DDR

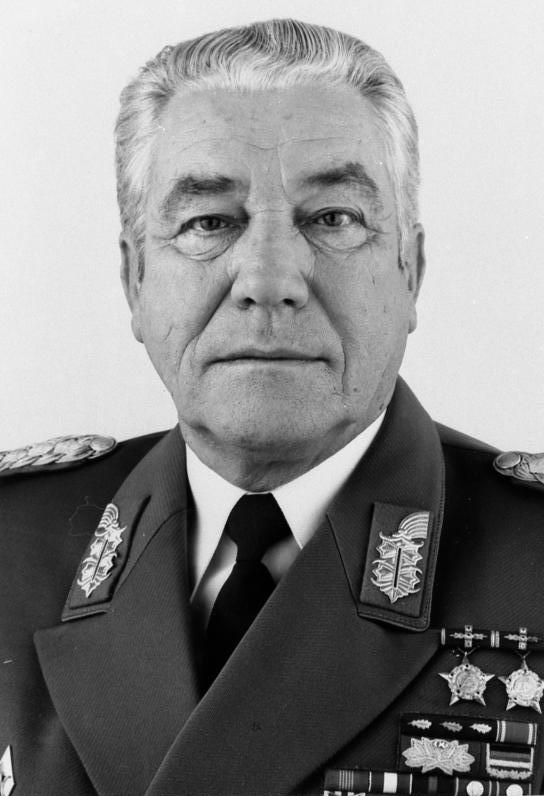
Generaal Hoffman met twee sterren van een "Held van de DDR"op zijn linkerborst

In tegenstelling tot het voorbeeld in de USSR waar in vijfenvijftig jaar 12745 Helden van de Sovjet-Unie werden benoemd was de ster van een Held van de DDR een uiterst zeldzame onderscheiding. In de vijftien jaar van haar bestaan werden er 15 helden benoemd. Leonid Brezjnev ontving de ster driemaal, vier personen droegen de ster tweemaal. De titel werd aan vier burgers van de USSR toegekend. Met uitzondering van de vier astronauten waren alle Helden van de Duitse Democratische Republiek de hoogste leiders van de Oost-Duitse staat en de strijdkrachten.
- 1975 - Heinz Hoffmann (1910-1985), generaal in het leger van de DDR, minister van Defensie
- 1975 - Erich Mielke (1907-2000), generaal-kolonel, minister van Openbare Veiligheid van de DDR
- 1975 - Friedrich Dickel (1913-1993), generaal-kolonel, minister van Binnenlandse Zaken van de DDR
- 1976 - Leonid Brezjnev (1906-1982), maarschalk van de Sovjet-Unie, secretaris-generaal van het Centraal Comité van de CPSU
- 1978 - Sigmund Jähn (1937-2019), piloot-kosmonaut van de DDR, luitenant-kolonel
- 1978 - Valeri Bykovski, (1934-2019), Sovjet-kosmonaut, kolonel
- 1978 - Vladimir Kovaljonok, (1942), Sovjet-kosmonaut, kolonel
- 1978 - Aleksandr Sergejevitsj Ivantsjenkov, (1940), Sovjet-kosmonaut
- 1979 - Leonid Brezjnev (tweede maal)
- 1980 - Heinz Hoffmann (tweede maal)
- 1981 - Leonid Brezjnev (derde maal)
- 1983 - Erich Mielke, generaal van de DDR (tweede maal)
- 1983 - Friedrich Dickel (tweede maal)
- 1984 - Willi Stoph (1914-1999), generaal van het leger van de DDR, voorzitter van de Raad van Ministers van de DDR
- 1987 - Erich Honecker (1914-1994), voorzitter van de Staatsraad van de DDR, secretaris-generaal van de SED

Toen de DDR na de val van de beruchte Berlijnse Muur werd opgeheven, kwam er ook een einde aan het bestaan van de onderscheiding en titel "Held van de Duitse Democratische Republiek". Er zijn nog twee helden in leven, maar de Bondsrepubliek Duitsland erkent deze titel officieel niet.
Banier van de Arbeid  ·
Blücher-orde ·
Held van de Arbeid ·
Held van de Duitse Democratische Republiek ·
Karl Marx-orde ·
Militaire Orde van Verdienste van de Duitse Democratische Republiek ·
Orde van Verdienste van het Ministerie voor Staatsveiligheid ·
Scharnhorst-orde · 
Stauffenberg-orde ·
Ster der Volkerenvriendschap ·
Strijdorde voor Verdienste voor Volk en Vaderland ·
Vaderlandse Orde van Verdienste
Zie ook: Ridderorden in de DDR